# Longoria (Texas)
Longoria es un lugar designado por el censo ubicado en el condado de Starr en el estado estadounidense de Texas. En el Censo de 2010 tenía una población de 92 habitantes y una densidad poblacional de 2.089,49 personas por km².

## Geografía
Longoria se encuentra ubicado en las coordenadas 26°18′9″N 98°38′33″O / 26.30250, -98.64250. Según la Oficina del Censo de los Estados Unidos, Longoria tiene una superficie total de 0.04 km², de la cual 0.04 km² corresponden a tierra firme y (0%) 0 km² es agua.

## Demografía
Según el censo de 2010, había 92 personas residiendo en Longoria. La densidad de población era de 2.089,49 hab./km². De los 92 habitantes, Longoria estaba compuesto por el 88.04% blancos, el 0% eran afroamericanos, el 0% eran amerindios, el 0% eran asiáticos, el 0% eran isleños del Pacífico, el 10.87% eran de otras razas y el 1.09% pertenecían a dos o más razas. Del total de la población el 100% eran hispanos o latinos de cualquier raza.